# جوي مارتينيز
جوي مارتينيز (بالإنجليزية: Joey Martinez)‏ هو لاعب كرة قدم أمريكي في مركز الدفاع، ولد في 28 ديسمبر 1975 في إسكونديدو في الولايات المتحدة. لعب مع سان خوسيه إيرثكويكس وميامي فيوشن ونادي دالاس.